# Barocco sempre giovane

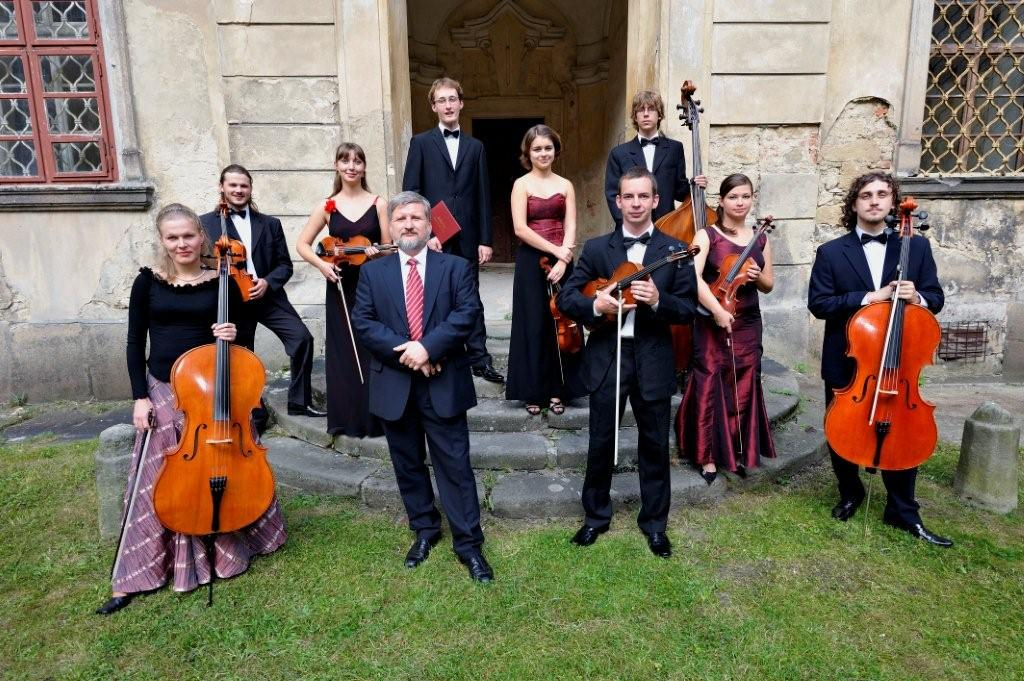
Barocco sempre giovane

Barocco sempre giovane (Barock ist immer jung) ist ein tschechisches Kammerensemble, das aus jungen Musikern besteht und  auf  die Musik des Hochbarocks spezialisiert ist.

## Geschichte
Das Barocco sempre giovane wurde im Jahre 2004 von Violoncellist Josef Krečmer gegründet. Seitdem hat das Ensemble schon auf Konzerten gespielt, CDs produziert und mit dem Tschechischen Fernsehen und dem Tschechischen Rundfunk zusammengearbeitet. 
Es organisiert einen eigenen Zyklus von Abonnementkonzerten in Pardubice. Das Ensemble konzentriert sich auf die Barockperiode, aber die Interpreten widmen sich auch der Musik des Klassizismus und der Musik der zeitgenössischen Komponisten Luboš Sluka, Slavomír Hořínka, Vít Zouhar.

## Diskographie
- Antonio Vivaldi: Konzert d-Moll
- CD Akademie von Václav Hudeček und Barocco sempre giovane